# Son-Rise: a Miracle of Love
Son-Rise: a Miracle of Love (Meu Filho, Meu Mundo) é um filme estadunidense de 1979, do gênero drama, dirigido por Glenn Jordan.
O filme conta a história da criação do programa Son-Rise para tratamento de crianças com autismo, uma terapia criada por pais, leigos, e que tem obtido grande sucesso até os dias atuais.

## Sinopse
Quando nasceu, Raun era um saudável e feliz bebê. Com o passar dos meses, seus pais começam a observar que há alguma coisa estranha com ele, sempre com um ar ausente. Um dia vem a confirmação do que suspeitavam: Raun tinha autismo. Decidem então penetrar no mundo da criança, acreditando que somente o milagre do amor poderia salvá-lo.

## Elenco principal
- James Farentino ... Barry Kaufman
- Kathryn Harrold ... Suzie Kaufman
- Stephen Elliott ... Abe Kaufman
- Henry Olek ... Dr. Bob Clark
- Kerry Sherman ... Nancy
- Erica Yohn ... Dr. Fields
- Michael Adms ... Raun
- Casey Adms ... Raun
- Arch Archambault ... Daniel
- Shelby Balik ... Bryn
- Rachel Bard ... Roz
- Barbara Carney ... Dr. Wills
- Don Chastain ... Dr. Corelli
- Richard Doyle ... Herb
- Amentha Dymally ... Guide

## Principais prêmios e indicações
- Humanitas Prize 1980 Estados Unidos